# Juan Martín Clavijo
Pour les articles homonymes, voir Clavijo (homonymie).
 (avril 2019).
Juan Martín Clavijo est un voltigeur colombien né le 2 mars 2000. Il remporte, dès sa première participation, la finale de la coupe du monde de voltige équestre en individuel à Saumur en 2019.

## Carrière sportive
En août 2015, Juan Martín Clavijo, alors âgé de 14 ans, remporte le premier championnat du monde junior de voltige en individuel organisé par la Fédération équestre internationale à Ermelo (Pays-Bas),. À cette occasion, il devient le premier champion colombien dans un sport équestre. Il récidive en août 2017, toujours en individuel, lors du championnat du monde junior de voltige à Ebreichsdorf (Autriche).
Le 6 février 2019, lors de la phase qualificative pour la coupe du monde de voltige équestre, Juan Martín Clavijo obtient la 3e place sur son cheval Don Dorado, avec un score de 24 points. Il est devancé durant cette compétition par l'Allemand Jannik Heiland et le Suisse Lucas Heppler, qui obtiennent respectivement 30 et 28 points. Il a ainsi le droit, pour la première fois, de participer à la finale de la coupe du monde de voltige, qui se déroule du 18 au 20 février au Cadre noir de Saumur en France. Seul représentant latino-américain à pouvoir prétendre au titre, Clavijo remporte la première place, sur le thème de l'esclavage. Il déclare à cette occasion : « Pour la Colombie, c'est très important que je gagne. La voltige se développe un peu en Colombie mais personne ne sait vraiment ce que c'est encore ».